# Bouncybob
"Bouncybob" là một bài hát của DJ kiêm nhà sản xuất người Hà Lan Martin Garrix phối hợp sản xuất với Justin Mylo và Mesto. Bài hát được phát hành chính thức dưới dạng tải về miễn phí vào ngày 31 tháng 12 năm 2015

## Video ca nhạc
Một video ca nhạc của "Bouncybob" được phát hành trên YouTube vào ngày 31 tháng 5 năm 2015 với chiều dài 3 phút 39 giây. Video là hình ảnh đồ họa của một chiếc bàn DJ đang điều khiển nhịp điệu bài hát.

## Vị trí cao nhất trên bảng xếp hạng
| Bảng xếp hạng (2015)                          | Vị trí cao nhất đạt được |
| --------------------------------------------- | ------------------------ |
| Hoa Kỳ Hot Dance/Electronic Songs (Billboard) | 28                       |

## Lịch sử phát hành
| Khu vực | Ngày                 | Dạng               |
| ------- | -------------------- | ------------------ |
| Hà Lan  | 31 tháng 12 năm 2015 | Tải về kỹ thuật số |